# کولای
کولای (به لاتین: Kulai) یک منطقهٔ مسکونی در مالزی است که در جوهور واقع شده‌است.

## خصوصیات
کولای ۱۵۹٬۴۲۷ نفر جمعیت دارد.